# Жіноча збірна Нової Зеландії з хокею із шайбою
Жіноча збірна Нової Зеландії з хокею із шайбою (англ. New Zealand women's national ice hockey team) — національна збірна команда Нової Зеландії, яка представляє свою країну на міжнародних змаганнях з хокею із шайбою. Управління збірною здійснюється Новозеландською хокейною федерацією.

## Результати

### Виступи на чемпіонатах світу
- 2005 – 2 місце (Дивізіон IV)
- 2007 – 3 місце (Дивізіон IV)
- 2008 – 2 місце (Дивізіон IV)
- 2009 – турнір не відбувся[1]
- 2011 – 1 місце (Дивізіон IV)
- 2012 – 4 місце (Дивізіон ІІА)
- 2013 – 4 місце (Дивізіон ІІА)
- 2014 – 5 місце (Дивізіон ІІА)
- 2015 – 6 місце (Дивізіон ІІА)
- 2016 – 5 місце (Дивізіон ІІВ)
- 2017 – 3 місце (Дивізіон ІІВ)
- 2018 – 4 місце (Дивізіон ІІВ)
- 2019 – 2 місце (Дивізіон ІІВ)
- 2020 – 3 місце (Дивізіон ІІВ)
- 2023 – 3 місце (Дивізіон ІІВ)
- 2024 – 4 місце (Дивізіон ІІВ)
- 2025 – 2 місце (Дивізіон ІІВ)